# Pflegekammer Niedersachsen
Die Pflegekammer Niedersachsen war die niedersächsische Kammer für die Heilberufe in der Pflege. Als Körperschaft des öffentlichen Rechts sollte sie die gesetzlichen Aufgaben auf der Grundlage des niedersächsischen Kammergesetzes für die Heilberufe in der Pflege (PflegeKG) von ca. 90.000 Pflegefachkräften in Niedersachsen vertreten.

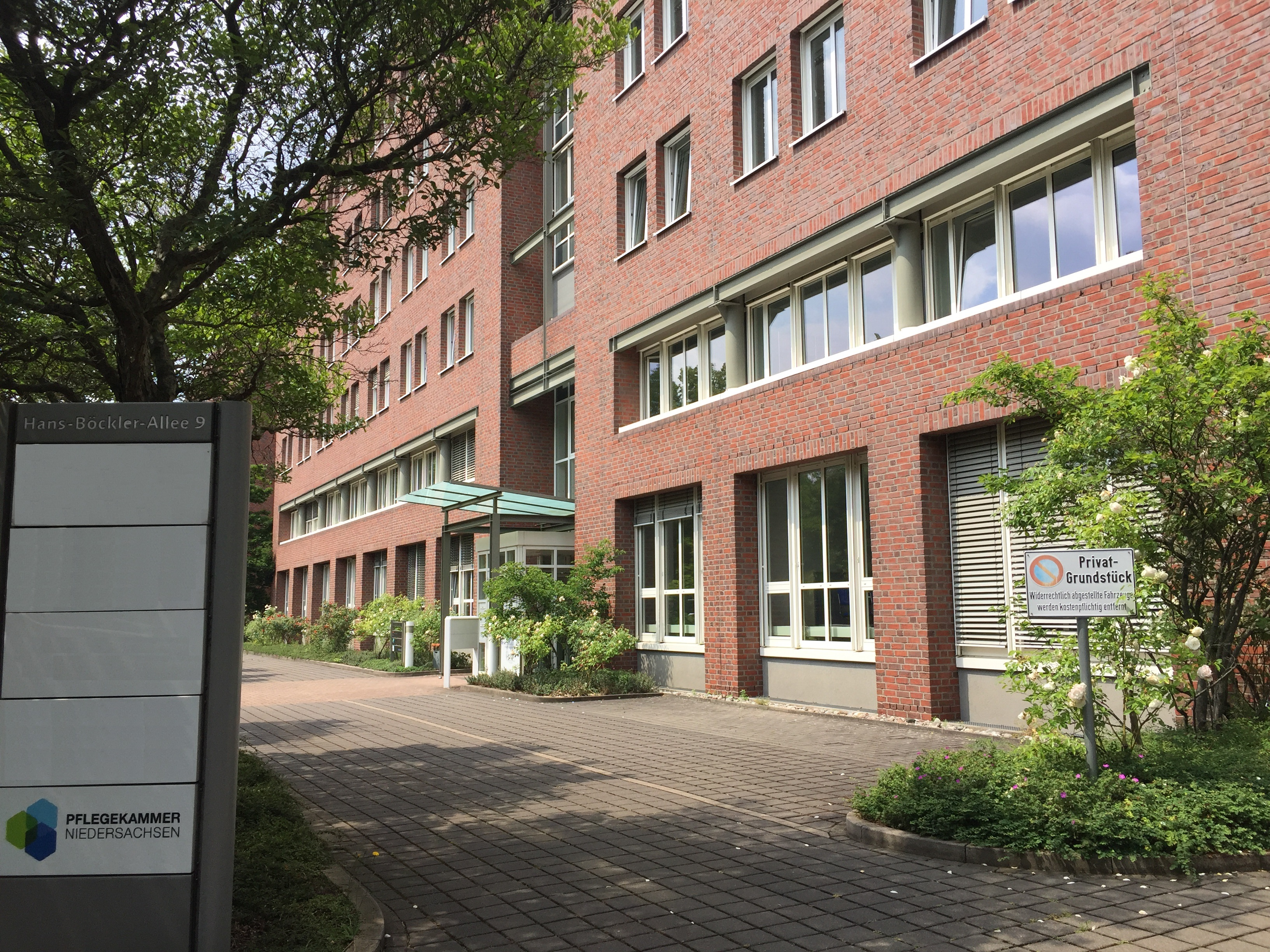
Geschäftsstelle der Pflegekammer Niedersachsen in Hannover

Nach anhaltenden Protesten der Mitglieder führte das Sozialministerium eine Mitgliederbefragung durch, die am 6. September 2020 endete. In dieser Befragung sprach sich eine deutliche Zweidrittelmehrheit für die Auflösung der Kammer aus. Am darauffolgenden Tag gab die zuständige niedersächsische Sozial- und Gesundheitsministerin Carola Reimann (SPD) bekannt, dass sie die Pflegekammer mit einem entsprechenden Landesgesetz auflösen wolle und die eingezahlten Pflichtbeiträge erstattet würden. Am 28. April 2021 wurde die Auflösung der Pflegekammer Niedersachsen zum 30. November 2021 mit großer Mehrheit im Niedersächsischen Landtag beschlossen.

## Geschichte
Die Errichtung wurde auf Initiative der niedersächsischen Landesregierung am 12. Dezember 2016 von den Fraktionen der SPD und der Grünen gegen die Stimmen der CDU- und der FDP-Abgeordneten im Niedersächsischen Landtag beschlossen und trat ab 1. Januar 2017 in Kraft. Die Angehörigen der Heilberufe in der Pflege waren gemäß § 2 PflegeKG verpflichtend Mitglieder der Landespflegekammer, sofern sie ihren Beruf in Niedersachsen ausübten, und mussten hierfür einen Mitgliedsbeitrag zahlen. Dies galt auch für Leitungskräfte in der Pflege oder für solche Pflegekräfte, die während der Zeit der Existenz der Pflegekammer pädagogische und administrative Tätigkeiten ausführten. Damit war die Pflegekammer Niedersachsen nach der Landespflegekammer Rheinland-Pfalz und der Pflegeberufekammer Schleswig-Holstein die dritte deutsche Pflegekammer.
Mehr als ein Jahr lang hatte ein vom Sozialministerium berufenes Gremium, der Errichtungsausschuss, die Arbeit der Pflegekammer Niedersachsen durch Registrierung der Mitglieder, Durchführung der Wahl und Aufbau der Geschäftsstelle vorbereitet. Mit der konstituierenden Sitzung am 8. August 2018 schloss der Errichtungsausschuss seine Aufgaben ab und übergab sie an die erste Kammerversammlung.
Die Geschäftsstelle der Pflegekammer Niedersachsen wurde im September 2017 zunächst in der Marienstraße 3 eröffnet. 2019 bezog sie Büroräume in der Hans-Böckler-Allee 9. Die Registrierung der Mitglieder begann im Oktober 2017. Der Errichtungsausschuss verabschiedete die Melde- und Auskunftsordnung, die Wahlordnung, die Haushalts- und Kassenordnung, die Kammersatzung, eine Gebührenordnung und die Beitragsordnung.
Am 16. Januar 2019 gaben Jens Nacke, der Parlamentarische Geschäftsführer der CDU-Landtagsfraktion, und Volker Meyer, deren sozialpolitischer Sprecher, der Öffentlichkeit bekannt, dass sich die CDU als Regierungspartei im Kabinett Weil II, das sich im November 2017 konstituiert hatte, zum Koalitionsvertrag mit der SPD bekenne. Dieser setzt die Tätigkeit einer Pflegekammer als Faktum voraus, sieht aber auch eine Evaluierung der Kammer bis 2020 vor. In dieser Koalition stellte die CDU allerdings weiterhin die Pflichtmitgliedschaft in Frage und sah einen dringenden Handlungsbedarf in der Arbeit und bezüglich der Zweckmäßigkeit der Pflegekammer.
Im September 2019 erklärte das Sozialministerium, dass aufgrund der anhaltenden Kritik die Evaluation vorgezogen und das Unternehmen Kienbaum Consultants International damit beauftragt wurde. Im November 2019 gab die Landesregierung bekannt, dass die Beiträge für die Pflegekammer aus dem Etat des Sozialministeriums übernommen werden und dass die Pflegekammer zukünftig beitragsfrei gestellt solle.
Im Januar 2020 traten drei von sieben Vorstandsmitgliedern zurück. Unmittelbar darauf kündigte der Leiter der Geschäftsstelle der Pflegekammer. Während der Sprecher der Pflegekammer dafür „die seit Jahren anhaltende Diskussion über die Kammer selbst sowie den enormen Arbeitsaufwand für die ehrenamtlichen Mitarbeiter“ verantwortlich machte, bewertete eine Kammermitarbeiterin in der Hannoverschen „Neuen Presse“ die Rücktritte als durch Präsidentin Mehmecke veranlasst. „Sie agiere wie eine Diktatorin und ziehe alle Entscheidungen an sich“. Mehmecke erklärte daraufhin, dass sie sich bei der Kammerversammlung am 19. Februar 2020 einem Misstrauensvotum stellen werde. Bei diesem in der Satzung der Pflegekammer nicht vorgesehenen Misstrauensvotum stimmten 14 zu 13 Mitglieder der Kammerversammlung gegen Mehmecke. Trotz der Niederlage erklärte die Präsidentin, dass sie im Amt bleiben werde. Zugleich beschloss die Kammerversammlung, dass sie die finanziellen Mittel der Landesregierung zwar annehmen, um die Jahre 2018, 2019 und 2020 beitragsfrei zu stellen, aber weiterhin an der Beitragspflicht festhalten wolle und ab 2021 jährlich über Beiträge und deren Höhe neu entscheiden werde. Da die Landesregierung zuvor beschlossen hatte, die Mitgliedschaft dauerhaft beitragsfrei zu stellen, sorgte unter den Landtagsabgeordneten für großen Unmut. Daraufhin stellten die Regierungsfraktionen von SPD und CDU den Fortbestand der Pflegekammer offen in Frage und forderten den Rücktritt der Kammerpräsidentin Sandra Mehmecke.

### Auflösung
Aufgrund der Differenzen zwischen dem Vorstand der Pflegekammer und der Landesregierung und der weiterhin anhaltenden Proteste beschloss die Landesregierung eine Vollbefragung der Pflegefachkräfte, in der sich die Mitglieder entscheiden sollten, ob sie eine beitragsfreie Pflegekammer wollten oder ob diese abgewickelt werden solle. Die SPD-Fraktionsvorsitzende Johanne Modder erklärte dazu: „Unsere Geduld ist am Ende und jetzt entscheiden die Pflegekräfte selbst, wie es weitergehen soll“. Laut Sozialministerin Carola Reimann sollte die Befragung Mitte März 2020 beginnen. Das dafür beauftragte Unternehmen Kienbaum Consultants sollte Ende April 2020 das Ergebnis vorlegen. Aufgrund der Rücktritte und der anhaltenden Kritik an der Präsidentin ließ das niedersächsische Sozialministerium der Pflegekammer einen Bescheid zur Einberufung einer außerordentlichen Sitzung zustellen. Bei dieser nichtöffentlichen Kammerversammlung am 7. März 2020 erklärte Kammerpräsidentin Mehmecke ihren Rücktritt. Bei den Wahlen zum Kammervorstand wurden Nadya Klarmann (mit 15 von 24 Stimmen) zur neuen Präsidentin und Nora Wehrstedt zu ihrer Stellvertreterin gewählt. Am 3. Juni 2020 startete die vom Sozialministerium beauftragte Online-Befragung zum Fortbestand der Pflegekammer. Diese wurde am 8. Juni wieder gestoppt, nachdem Pflegekräfte Unregelmäßigkeiten bei der Eingabe von Daten festgestellt hatten, mit denen das Umfrageergebnis manipuliert hätte werden können. Während Sozialministerin Reimann äußerte, dass „Fragebögen von Pflegekräften möglicherweise manipuliert wurden“, gingen andere Quellen von einer Datenpanne aus. Am 17. Juni 2020 gab der Staatssekretär im Sozialministerium, Heiger Scholz, bekannt, dass es nach dem „schwerwiegenden Fehler der Software“ einen zügigen, vollständigen Neustart der Online-Umfrage geben solle. Dabei solle auch die in der ersten Befragung kritisierte Fragestellung überarbeitet werden. Ende Juli 2020 startete die Online-Befragung erneut. Zum Ende dieser Umfrage häuften sich Beschwerden von Mitgliedern, die keinen Zugangscode zur Teilnahme erhalten hatten. Da sich das Sozialministerium weigerte, nachträglich die Teilnahme durch Herausgabe eines Zugangscodes zu ermöglichen, erstritten einige Mitglieder vor dem Oberverwaltungsgericht Hannover die Herausgabe dieses Zugangscodes. In der Umfrage stimmten 70,6 Prozent der Mitglieder gegen den Fortbestand der Körperschaft; 22,6 Prozent stimmten dafür. In der Frage, ob im Falle eines Fortbestands der Pflegekammer eine Pflegekammer mit oder ohne Beitragszahlung gewünscht werde, sprachen sich 83 Prozent gegen eine Beitragszahlung aus, nur 6,5 Prozent befürworteten das derzeit bestehende Modell einer mitgliederfinanzierten Pflegekammer.
Die Wahlbeteiligung lag bei weniger als 20 Prozent. Am Tag der Bekanntgabe des Wahlergebnisses, am 7. September 2020, teilte Sozialministerin Carola Reimann mit, dass die Pflegekammer aufgelöst werde. Die Abwicklung der Pflegekammer solle unverzüglich beginnen. Der Pflegebevollmächtigte der Bundesregierung, Andreas Westerfellhaus, kritisierte die angekündigte Auflösung und damit die Abwicklung der Pflegekammer heftig. Als größte Berufsgruppe im Gesundheitswesen brauchten die Pflegekräfte eine stärkere Stimme und eine eigene Institution für ihre Interessenvertretung im Rahmen der Selbstverwaltung im Gesundheitswesen. Nach Angaben des Sozialministeriums vom September 2020 werde die Abwicklung der Pflegekammer Niedersachsen mindestens 13,4 Millionen Euro kosten, da die Pflegekammer bei verschiedenen Banken 3,4 Millionen Euro Schulden habe und die Rückzahlung der bereits gezahlten Mitgliedsbeiträge zugesagt wurde. Der FDP-Fraktionsvorsitzende Stefan Birkner schätzte die Kosten der Abwicklung sogar auf 20 Millionen Euro und kritisierte: „Hier wurden mit Ansage Millionen versenkt und das Vertrauen der Pflegekräfte in die Politik nachhaltig beschädigt“.
Einseitig hatte die Kammer auf ihrer Homepage in einer Pressemitteilung gegen die geplante Selbstauflösung Stellung genommen. Als öffentlich-rechtliche Körperschaften dürfen sich die Pflegekammern nicht einseitig äußern – auch dann nicht, wenn es um die hoch umstrittene eigene Existenz geht. Das entschied das Niedersächsische Oberverwaltungsgericht Lüneburg nach der Klage eines Mitglieds (Aktenzeichen 8 ME 99/20). Auch dürfe der Vorstand keine eigenen Positionen vertreten, sondern müsse Beschlüsse der gewählten Kammerversammlung abwarten.
Am 28. April 2021 wurde die Auflösung der Pflegekammer Niedersachsen zum 30. November 2021 mit großer Mehrheit (nur die Grünen votierten dagegen) im Niedersächsischen Landtag beschlossen. Laut Gesetz hatte die Pflegekammer sechs Monate Zeit, um die anfallenden Aufgaben ihrer Abwicklung zu erledigen. Seit dem 30. November 2021 obliegen die noch verbliebenen Aufgaben beim Land Niedersachsen in seiner Funktion als Rechtsnachfolger.

## Organisation

### Zweck
Das Niedersächsische Ministerium für Soziales, Gesundheit und Gleichstellung erklärte es zu Aufgaben der Pflegekammer,
1. im Einklang mit den Interessen der Allgemeinheit gemeinsame berufliche Belange der Kammermitglieder wahrzunehmen,

2. die Qualitätsentwicklung und -sicherung der Berufsausübung der Kammermitglieder, insbesondere durch die Erarbeitung von Empfehlungen, zu fördern,

3. die Berufspflichten der Kammermitglieder zu regeln, deren Erfüllung zu überwachen und die Kammermitglieder in Fragen der Berufsausübung zu beraten,

4. die Weiterbildung der Kammermitglieder zu regeln,

5. auf die Beilegung von Streitigkeiten zwischen Kammermitgliedern sowie zwischen ihnen und freiwillig beigetretenen Personen oder zwischen ihnen und Dritten, die aus der Berufsausübung entstanden sind, hinzuwirken,

6. in allen Angelegenheiten, die die Berufsausübung der Kammermitglieder betreffen,

a) Behörden und Gerichten Gutachten zu erstatten oder Gutachter zu benennen,

b) Behörden bei ihrer Verwaltungstätigkeit und in Fragen der Gesetzgebung zu beraten und zu unterstützen,

c) die freiwillig beigetretenen Personen sowie Dritte zu informieren und zu beraten,

7. den öffentlichen Gesundheitsdienst bei der Erfüllung seiner Aufgaben zu unterstützen.
Die Pflegekammer sollte die Arbeit von Gewerkschaften und anderen Berufsverbänden ergänzen.
Im Dezember 2018 veröffentlichte die Pflegekammer Niedersachsen einen „Bericht zur Lage der Pflegefachberufe in Niedersachsen“, der „erstmals valide Zahlen, Daten und Fakten“ enthalte. Erst deren Kenntnis erlaube es, so die Pflegekammer, „fundierte und nachhaltige Entscheidungen im Sinne der Pflegenden und der zu Pflegenden treffen zu können“. Bemerkenswert an dieser Aussage ist es, dass die Pflegekammer Niedersachsen es ausdrücklich als ihre Aufgabe bezeichnete, sich auch um die Belange zu Pflegender zu kümmern.
Als größte Herausforderung betrachtete es die Pflegekammer, den „Berufsausstiegen schon in oder kurz nach der Ausbildung, aber auch den Berufsausstiegen erfahrener Pflegefachpersonen weit vor ihrem regulären Renteneintrittsalter“ entgegenzuwirken. „Junge Menschen müssen für die Pflegefachberufe gewonnen und das große Reservoir der ‚potentiellen Wiedereinsteiger‘ bereits ausgebildeter Pflegefachpersonen [muss] genutzt werden.“

### Mitgliedschaft und Definition des Begriffs „Pflegefachperson“
Die niedersächsische Pflegekammer zählte zu dem Begriff „Pflegefachperson“ Altenpfleger, Gesundheits- und Krankenpfleger sowie Gesundheits- und Kinderkrankenpfleger. Von den Personen, die in einer stationären Einrichtung tätig sind, in der (neben anderen Tätigkeiten auch) eine Behandlungspflege stattfindet, waren nur Angehörige der genannten Berufsgruppen Pflichtmitglieder der Pflegekammer. Pflegefachpersonen, die im vergangenen Kalenderjahr weniger als 9168 Euro verdient hatten, waren zwar nicht von der Pflicht zur Mitgliedschaft in der Pflegekammer, wohl aber von der Pflicht zur Zahlung von Mitgliedsbeiträgen befreit. Pflegedienste, Krankenpflegehelfer, Altenpflegehelfer und hauswirtschaftliche Arbeitnehmer waren nicht Mitglieder der Pflegekammer.

### Finanzierung
Laut der Landespflegekammer Rheinland-Pfalz finanzieren alle Heilberufskammern die Umsetzung ihrer Aufgaben über die Beiträge ihrer Mitglieder. In Folge von großen Protesten hatte die niedersächsische Landesregierung am 26. November 2019 beschlossen, die Mitgliedschaft in der Pflegekammer Niedersachsen dauerhaft beitragsfrei zu stellen. Die Kosten für die Beitragsfreiheit sollte zukünftig in den Etat des Sozialministeriums eingeführt werden. Aufgrund dessen wurden die Beitrags- und Bescheidverfahren aus den Jahren 2018 und 2019 gestoppt und die Rückerstattung bereits gezahlter Mitgliedsbeiträge in Aussicht gestellt.
Der FDP-Fraktionsvorsitzende Stefan Birkner verwies im Zuge der bevorstehenden Kammerauflösung auf die „horrenden Kosten“ in Höhe von bislang (September 2020) mehr als 20 Millionen Euro.

### Kammerversammlung
Die Wahl zur Kammerversammlung sollte alle fünf Jahre stattfinden. Die Mitglieder der Kammerversammlung sollten ehrenamtlich tätig sein; jeweils ein Mitglied rund 2.500 Kammermitglieder vertreten. Die Kammerversammlung wählte den Vorstand der Landespflegekammer, sollte Ausschüsse zur inhaltlichen Arbeit einrichten und Haushaltsentscheidungen treffen. Der Kammervorstand bestand aus sieben Mitgliedern.
Die Wahl zur ersten Kammerversammlung fand vom 13. bis zum 28. Juni 2018 statt. 224 Mitglieder kandidierten für die 31 Sitze in der Kammerversammlung. Die Wahlbeteiligung lag bei 30,3 % der knapp 47.000 damals als wahlberechtigt Registrierten. Die konstituierende Sitzung wurde am 8. August 2018 durchgeführt. Mit der ersten Sitzung endete die Arbeit des Errichtungsausschusses.
Der Bundesverband für freie Kammern kritisierte "einen erschreckenden Mangel an Transparenz". So seien der Haushalt 2018 und die Protokolle der Kammerversammlung bis Mitte Januar 2019 nicht veröffentlicht worden, es gebe Drohungen „für den Fall, dass nicht alle dicht halten“.

## Kritik und Proteste

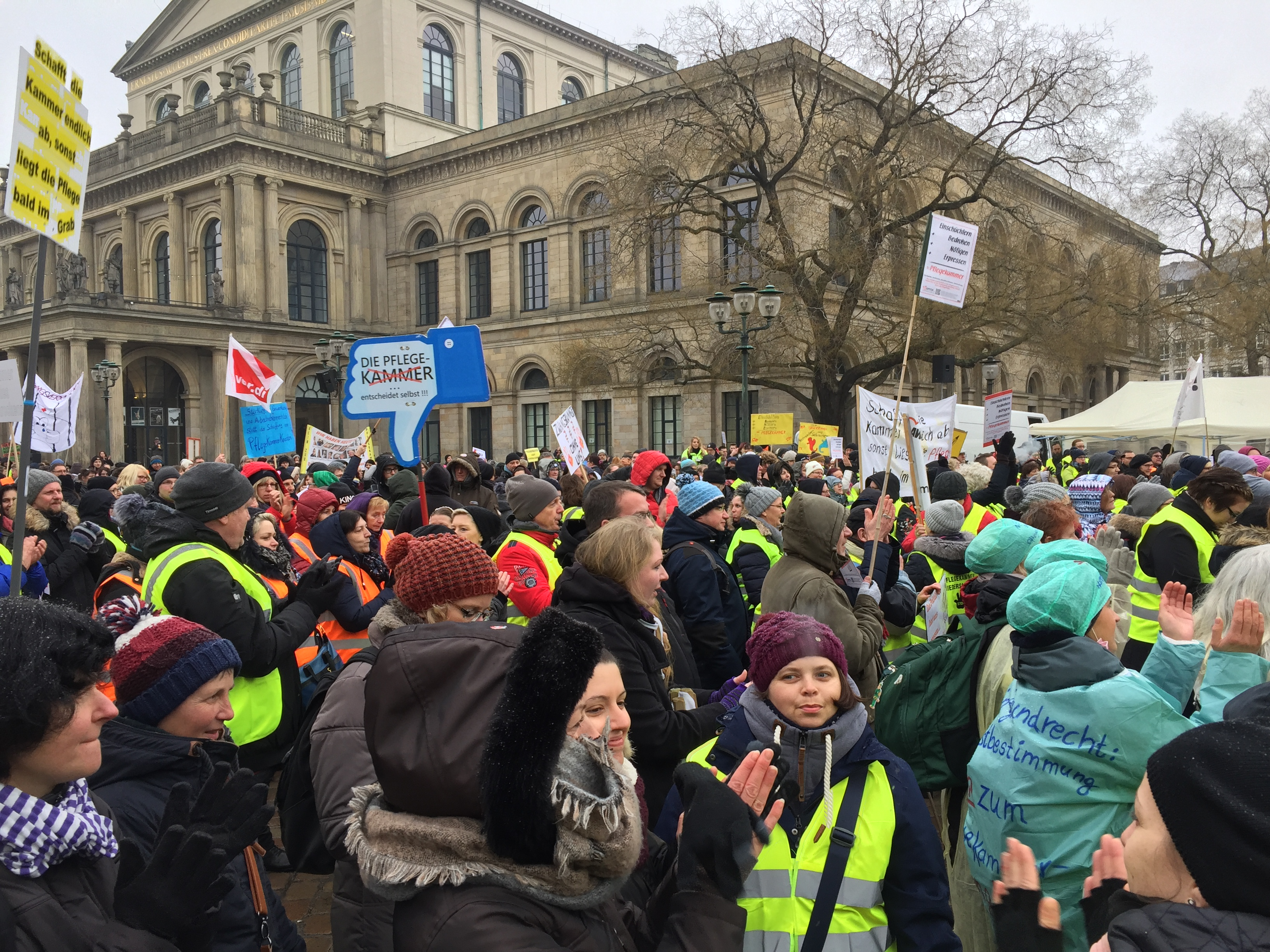
Protest gegen die Pflegekammer Niedersachsen am 2. Februar 2019 auf dem Opernplatz in Hannover

Gegen die Einführung der Pflegekammer in Niedersachsen gab es bereits früh Einwände. Die Kritik richtete sich vor allem gegen die Zwangsmitgliedschaft aller Pflegekräfte, gegen die Berechnungsgrundlage der Beiträge, gegen die Verschärfung des auf Pflegekräfte ausgeübten Druckes durch das neue Gesetz und gegen die Bestimmung des betroffenen Personenkreises.

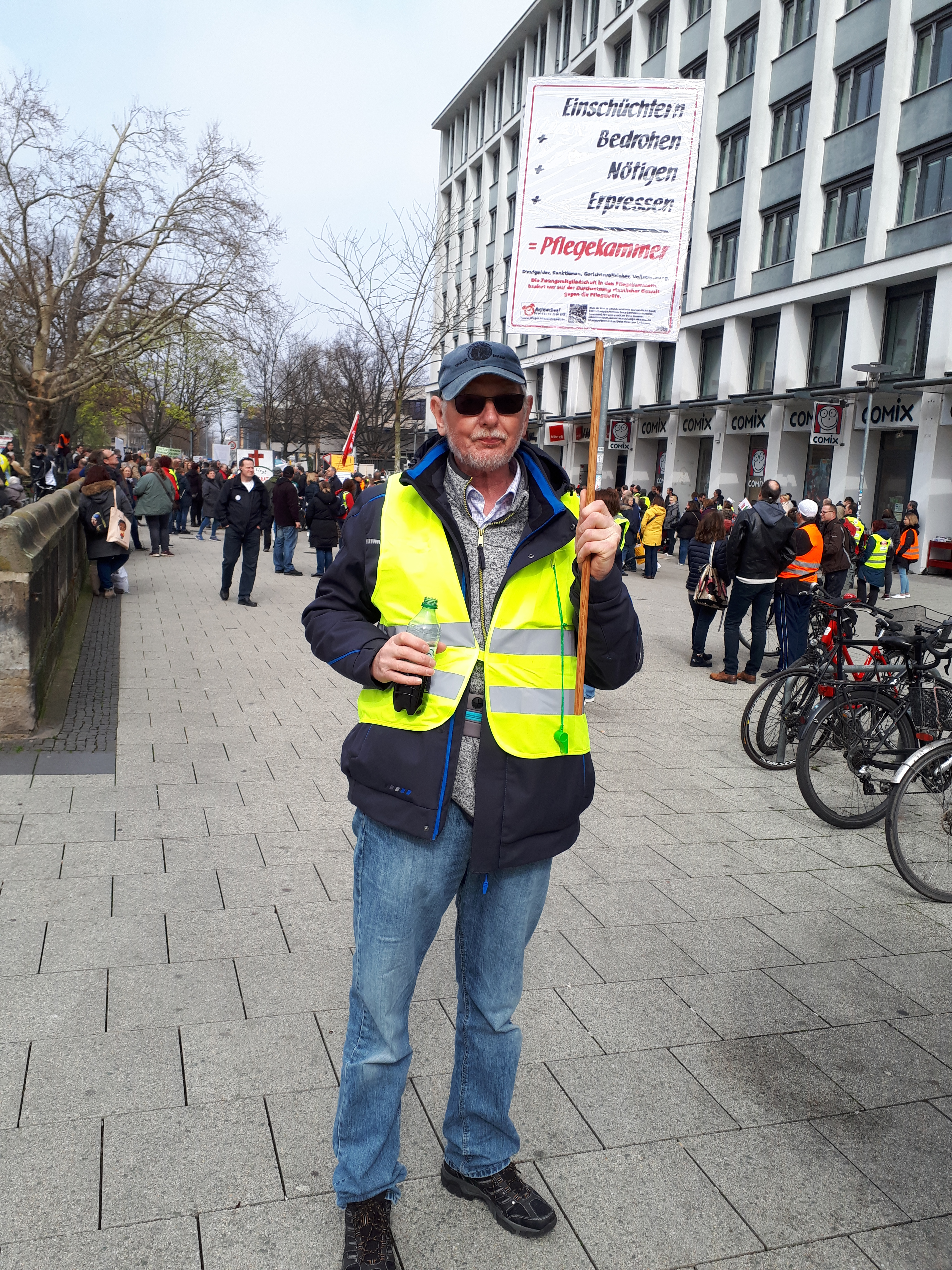
Protest gegen die Pflegekammer Niedersachsen am 23. März 2019 in der Goseriede in Hannover

Der Bundesverband privater Anbieter sozialer Dienste e.V. (bpa) bemängelte bereits vor Inkrafttreten des Gesetzes, dass
- die Pflegekammer weder für fachlich motivierte verbandspolitische Aufgaben noch für tarifpolitische Fragen und Tarifverhandlungen sowie für Lobbyarbeit zugunsten der Pflegekräfte zuständig sei, mithin also eigentlich überflüssig sei,
- dennoch jede Fachkraft in einem Pflegeberuf Mitglied in der Pflegekammer werden müsse,
- durch die Pflicht zur Beitragszahlung die Differenz der verfügbaren Einkommen zwischen Fachkräften und Hilfskräften im Pflegebereich kleiner werde, was einen Fehlanreiz darstelle,
- die Pflegekammer als Repressionsinstrument eingesetzt werden könne, indem die Arbeit von Pflegefachkräften noch stärker als bisher reglementiert und kontrolliert werde, diese also nicht ent-, sondern belastet würden; verschärfte Fortbildungspflichten hätten Eingriffe in die Freizeit der Beschäftigten zur Folge, was Pflegeberufe noch unattraktiver als bisher mache.[44]

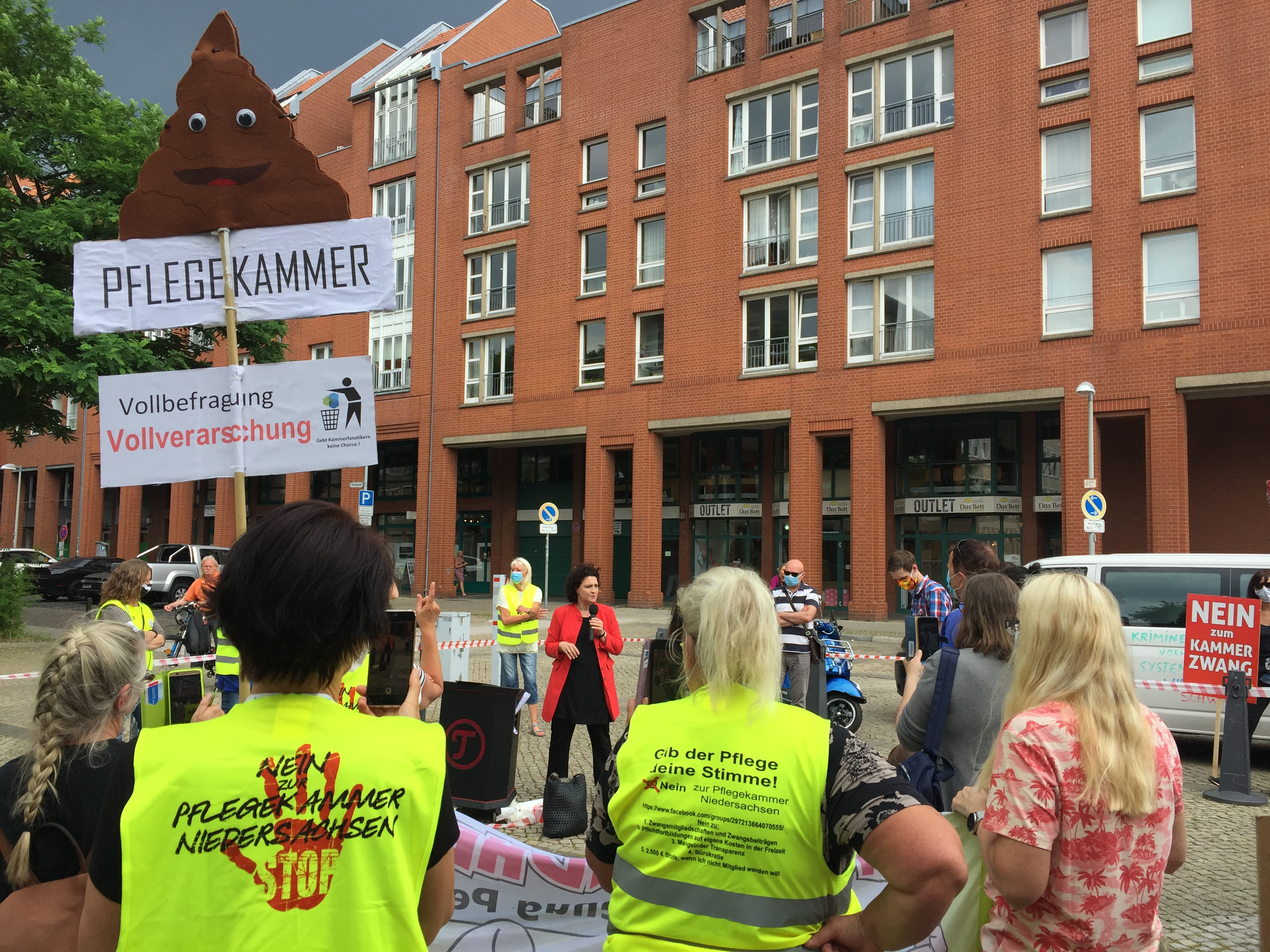
Sozialministerin Carola Reimann spricht zu Pflegekräften auf der letzten zentralen Demonstration vor dem Sozialministerium in Hannover am 16. Juni 2020

Ähnlich argumentierte die Dienstleistungsgewerkschaft Ver.di: „Eine Berufsordnung verpflichtet abhängig Beschäftigte, ohne ihnen Mittel und Kompetenzen an die Hand zu geben, die Rahmenbedingungen zu beeinflussen oder gar zu ändern. Sie erhöht damit den Druck auf die Pflegekräfte, statt sie zu entlasten und die Verantwortung dahin zu geben, wo sie hingehört: Zu den Arbeitgebern und der Politik.“ Eine Zwangsmitgliedschaft sei indiskutabel, es müsse eine freie Entscheidung bleiben.
Zahlreiche Proteste entstanden durch die Versendung eines Bescheides der Pflegekammer, der die Mitglieder kurz vor Weihnachten 2018 erreichte. In diesem Bescheid wurde das Mitglied aufgefordert, den vollen Beitrag, 140 Euro pro Halbjahr, zu zahlen, es sei denn, das Mitglied erbringt bis Ende Januar 2019 den Nachweis, dass es weniger als 70.000 Euro brutto im Jahr verdienen würde. Dieses unsensible Verhalten wurde auch vom niedersächsischen Sozialministerium gerügt. Eine Online-Petition zur Auflösung der Pflegekammer Niedersachsen wurde bis Ende 2018 von mehr als 40.000 Menschen unterzeichnet. Aus diesen Protesten heraus bildeten sich landesweit einzelne regionale und örtliche Initiativen unter der Bezeichnung „Pflegebündnis“, die seitdem mit Aktionen vor Ort für die Interessen von Pflegenden eintreten und für die sofortige Abschaffung von Zwangspflegekammern und die Bildung einer auf freiwilliger und kostenloser Mitgliedschaft basierenden Pflegendenvereinigung plädieren. Diese sind seit Oktober 2019 im überregionalen „Pflegebündnis Niedersachsen“ vernetzt.
Am 2. Februar 2019 protestierten rund 3.000 Pflegekräfte in Hannover gegen die Pflegekammer. Ziel der Demonstranten war es, die Kammer abzuschaffen. Am 23. März 2019 protestierten erneut 1.300 Pflege-Beschäftigte. Im Anschluss an eine Kundgebung auf dem Waterlooplatz in Hannover wurde der niedersächsischen Sozialministerin Carola Reimann eine Liste mit rund 51.000 Unterschriften der Online-Petition übergeben. Am 26. November 2019 gaben Vertreter der Landesregierung bekannt, dass aufgrund der anhaltenden Proteste die Beiträge für die Pflegekammer aus dem Etat des Sozialministeriums übernommen würden und die Pflegekammer zukünftig beitragsfrei gestellt werde. Allerdings bliebe die Zwangsmitgliedschaft weiterhin bestehen, wogegen es weiterhin Proteste gab.
Am 9. Dezember 2019 demonstrierten abermals Hunderte Pflegekräfte vor dem Neuen Rathaus in Hannover und vor dem Landtag gegen die Zwangsmitgliedschaft und gegen die Pflegekammer in ihrer bestehenden Form. Auslöser dieses Protestes war ein von der Pflegekammer opulent geplanter „Winterempfang“ mit Politikern und Lobbyisten im Gartensaal des Neuen Rathauses in Hannover. Politiker der CDU, AfD und FDP-Landtagsfraktion sagten ihre Teilnahme an dieser Veranstaltung ab, mit der Begründung, dieser Empfang sei „nicht angemessen“. Aufgrund des steigenden Drucks in der Öffentlichkeit legte auch das Sozialministerium der Kammer eine Absage des geplanten Winterempfangs nahe. Letztlich wurde die Veranstaltung abgesagt, die Demonstration fand dennoch statt. Die letzte zentrale Kundgebung fand am 16. Juni 2020 vor dem Sozialministerium in Hannover statt, bei der Sozialministerin Carola Reimann anwesend war. Die Pflegekräfte kritisierten die gescheiterte erste Online-Befragung und den weiterhin bestehenden Kammerzwang in der mittlerweile beitragsfreien Pflegekammer.